# Vanessa Redgrave
Dame Vanessa Redgrave (Londra, 30 gennaio 1937) è un'attrice e attivista britannica.
Interprete teatrale e cinematografica, nella sua lunga carriera ha ricevuto numerosi riconoscimenti.

## Biografia
Nasce a Londra dagli attori Michael Redgrave e Rachel Kempson, ed è sorella maggiore di Lynn Redgrave e Corin Redgrave. Debutta accanto al padre nel 1958, affermandosi con ruoli shakespeariani (Rosalinda in Come vi piace, Imogene ne Il racconto d'inverno), e con testi di Anton Čechov, Henrik Ibsen e Bertolt Brecht. Lanciata a livello internazionale nel 1966 da Michelangelo Antonioni con Blow-Up, accanto a David Hemmings, e da Fred Zinnemann in Un uomo per tutte le stagioni, è poi scelta da altri registi italiani, in coppia con Franco Nero, nelle pellicole Un tranquillo posto di campagna (1968) di Elio Petri, Dropout (1970) e La vacanza (1971), entrambe dirette di Tinto Brass.

Vanessa Redgrave nel film Un tranquillo posto di campagna (1968)

Nominata nel 1967 Commander of the Order of the British Empire (C.B.E.), nella seconda metà degli anni sessanta interpreta anche Morgan matto da legare (1966) di Karel Reisz, per il quale ottiene il premio come miglior attrice al Festival di Cannes, Camelot (1967) di Joshua Logan, I seicento di Balaklava (1968) di Tony Richardson, Il gabbiano (1968) di Sidney Lumet, da Čechov, e Isadora (1968) di Karel Reisz, biografia di Isadora Duncan, per cui viene premiata al Festival di Cannes nel 1969. Nello stesso anno fa parte del cast del film satirico Oh, che bella guerra! di Richard Attenborough.
Con i film Le troiane (1971) di Michael Cacoyannis, al fianco di Katharine Hepburn, I diavoli (1971) di Ken Russell, Maria Stuarda, regina di Scozia (1971) di Charles Jarrott, Assassinio sull'Orient Express (1974) di Sidney Lumet, La tentazione e il peccato (1975) di Alan Bridges l'attrice si impone ulteriormente per le sue raffinate doti di interprete. Attiva politicamente su posizioni di estrema sinistra, nel 1978 presenta al festival di Baghdad il documentario I palestinesi, di cui è animatrice e produttrice, e vince il premio Oscar quale miglior attrice non protagonista per il film Giulia (1977) di Fred Zinnemann, accanto a Jane Fonda.
Tornata con successo al teatro (La donna del mare di Ibsen a Manchester), recita nei film Sherlock Holmes - Soluzione settepercento (1976) di Herbert Ross, Il segreto di Agatha Christie (1978) di Michael Apted, Yankees (1979) di John Schlesinger e L'isola della paura (1979) di Don Sharp. Si riconferma eccellente interprete nel drammatico film televisivo Fania (1980) di Daniel Mann, accanto a Jane Alexander, per il quale riceve l'Emmy Award come miglior attrice, in I bostoniani (1984) di James Ivory e soprattutto nell'intensa pellicola Il mistero di Wetherby (1985) di David Hare, film che vince l'Orso d'oro al Festival di Berlino.

Vanessa Redgrave al Giffoni Film Festival 1987

Recita anche nel film corale di Joseph Losey Steaming - Al bagno turco (1985) e poi in Prick Up - L'importanza di essere Joe (1987) di Stephen Frears, La ballata del caffè triste (1991) di Simon Callow, Casa Howard (1992) di James Ivory, La casa degli spiriti (1993) di Bille August, Little Odessa (1994) di James Gray, con cui vince la Coppa Volpi per la miglior attrice non protagonista, e Storia di una capinera (1994) di Franco Zeffirelli. Brevi apparizioni sono nel film d'azione Mission: Impossible (1996) di Brian De Palma e in Riccardo III - Un uomo, un re (1996), prima regia di Al Pacino.
Dopo essere stata diretta ancora da Bille August in Il senso di Smilla per la neve (1996), nel 1997 è la protagonista di Mrs. Dalloway di Marleen Gorris, tratto dall'omonimo romanzo di Virginia Woolf, cui fanno seguito Wilde (1997) di Brian Gilbert, Deep impact (1998) di Mimi Leder, Lulu on the Bridge (1998) di Paul Auster e Mirka (1999) di Rachid Benhadj. Agli inizi del 1998 mette in scena in teatro, con la compagnia Moving Theatre che lei stessa dirige, una pièce pressoché inedita di Tennessee Williams, Not About Nightingales.
La sua interpretazione nel film della HBO Women (2000) le fa vincere il Golden Globe e l'Emmy Award come miglior attrice non protagonista. Nel 2002 recita nella commedia di Oscar Wilde Il ventaglio di Lady Windermere insieme alla figlia Joely Richardson. Nel 2003 riceve il Tony Award come miglior attrice per il revival a Broadway del dramma Il lungo viaggio verso la notte di Eugene O'Neill.
Nel 2007 torna al cinema con Espiazione di Joe Wright, tratto dal romanzo di McEwan, e con Un amore senza tempo di Lajos Koltai. Nel 2011 interpreta ruoli importanti in due film storici: Coriolanus, esordio alla regia di Ralph Fiennes, tratto dal dramma di William Shakespeare, e Anonymous di Roland Emmerich, in cui ha il ruolo della regina Elisabetta I. Nel 2018, assieme al regista David Cronenberg, le viene conferito il Leone d'oro alla carriera della 75ª Mostra internazionale d'arte cinematografica di Venezia.

## Vita privata
Il 29 aprile 1962 sposò il regista Tony Richardson, dal quale ha avuto due figlie, Natasha e Joely. La coppia divorziò nel 1967, dopo che il marito la lasciò per l'attrice Jeanne Moreau. Nello stesso anno sul set del film Camelot conobbe l'attore italiano Franco Nero, dal quale nel 1969 ha avuto un figlio, Carlo. Dal 1971 al 1986 ha avuto una relazione con l'attore Timothy Dalton.
La Redgrave e Nero, ritrovatisi dopo molti anni e altre relazioni, si sono sposati il 31 dicembre 2006 e inizialmente hanno mantenuto segreto il loro matrimonio. La Redgrave lo ha reso pubblico soltanto nel 2009. Il 18 marzo 2009 la figlia Natasha è morta in seguito a un incidente sulle piste da sci.
Era sorella degli attori Corin e Lynn Redgrave.

## Attivismo

A Milano in corteo con manifestanti nel gennaio 1978

Il 17 marzo 1968 Vanessa Redgrave partecipò alla protesta contro la Guerra del Vietnam davanti all'ambasciata degli Stati Uniti a Grosvenor Square.
Nel 1977 produsse un film documentario, The Palestine, che segna l'inizio del suo impegno ufficiale in favore delle attività dell'Organizzazione per la Liberazione della Palestina. L'impegno politico della Redgrave degli anni Settanta è testimoniato anche da Liv Ullmann nel suo primo libro autobiografico Cambiare.
Nel 1980 debuttò nella TV statunitense nel ruolo della sopravvissuta al campo di concentramento Fania Fénelon nel film  Fania, per cui vinse un Premio Emmy come miglior attrice protagonista nel 1981. La decisione di scegliere la Redgrave per quel ruolo suscitò, tuttavia, l'indignazione della comunità ebraica americana per via del dichiarato supporto dell'attrice alla causa palestinese.
Nel 2017 l'attrice ha esordito alla regia con il film Sea Sorrow, un documentario sulla crisi europea dei migranti e la difficile situazione dei profughi accampati fuori Calais nel tentativo di raggiungere la Gran Bretagna.

## Filmografia

### Cinema
- Behind the Mask, regia di Brian Desmond Hurst (1958)
- Morgan matto da legare (Morgan: A Suitable Case for Treatment), regia di Karel Reisz (1966)
- Un uomo per tutte le stagioni (A Man for All Seasons), regia di Fred Zinnemann (1966)
- Blow-Up (Blowup), regia di Michelangelo Antonioni (1966)
- Camelot, regia di Joshua Logan (1967)
- Il marinaio del Gibilterra (The Sailor from Gibraltar), regia di Tony Richardson (1967)
- Red and Blue, regia di Tony Richardson – cortometraggio (1967)
- I seicento di Balaklava (The Charge of the Light Brigade), regia di Tony Richardson (1968)
- Un tranquillo posto di campagna, regia di Elio Petri (1968)
- Isadora, regia di Karel Reisz (1968)
- Il gabbiano (The Sea Gull), regia di Sidney Lumet (1968)
- Oh, che bella guerra! (Oh! What a Lovely War), regia di Richard Attenborough (1969)
- En Mor med två barn väntandes sitt tredje, regia di Bo Widerberg – cortometraggio documentario (1970)
- Dropout, regia di Tinto Brass (1970)
- I diavoli (The Devils), regia di Ken Russell (1971)
- La vacanza, regia di Tinto Brass (1971)
- Le troiane (The Trojan Women), regia di Mihalis Kakogiannis (1971)
- Maria Stuarda, regina di Scozia (Mary, Queen of Scots), regia di Charles Jarrott (1971)
- Assassinio sull'Orient Express (Murder on the Orient Express), regia di Sidney Lumet (1974)
- La tentazione e il peccato (Out of Season), regia di Alan Bridges (1975)
- Sherlock Holmes - Soluzione settepercento (The Seven-Per-Cent Solution), regia di Herbert Ross (1976)
- Giulia (Julia), regia di Fred Zinnemann (1977)
- Il segreto di Agatha Christie (Agatha), regia di Michael Apted (1979)
- Yankees (Yanks), regia di John Schlesinger (1979)
- L'isola della paura (Bear Island), regia di Don Sharp (1979)
- Sing Sing, regia di Sergio Corbucci (1983)
- I bostoniani (The Bostonians), regia di James Ivory (1984)
- Il mistero di Wetherby (Wetherby), regia di David Hare (1985)
- Steaming - Al bagno turco (Steaming), regia di Joseph Losey (1985)
- Comrades - Uomini liberi (Comrades), regia di Bill Douglas (1986)
- Prick Up - L'importanza di essere Joe (Prick Up Your Ears), regia di Stephen Frears (1987)
- Cioccolato bollente (Consuming Passions), regia di Giles Foster (1988)
- Diceria dell'untore, regia di Beppe Cino (1990)
- Il funerale di Stalin (Pokhorony Stalina), regia di Evgeniy Evtushenko (1990)
- La ballata del caffè triste (The Ballad of the Sad Cafe), regia di Simon Callow (1991)
- Casa Howard (Howards End), regia di James Ivory (1992)
- Un muro de silencio, regia di Lita Stantic (1993)
- Storia di una capinera, regia di Franco Zeffirelli (1993)
- La casa degli spiriti (The House of the Spirits), regia di Bille August (1993)
- La notte della verità (Mother's Boys), regia di Yves Simoneau (1994)
- Little Odessa, regia di James Gray (1994)
- Un mese al lago (A Month by the Lake), regia di John Irvin (1995)
- Mission: Impossible (Mission: Impossible), regia di Brian De Palma (1996)
- Riccardo III - Un uomo, un re (Looking for Richard), regia di Al Pacino (1996)
- Il senso di Smilla per la neve (Smilla's Sense of Snow), regia di Bille August (1997)
- Wilde, regia di Brian Gilbert (1997)
- Mrs. Dalloway, regia di Marleen Gorris (1997)
- Déjà Vu, regia di Henry Jaglom (1997)
- Deep Impact, regia di Mimi Leder (1998)
- Lulu on the Bridge, regia di Paul Auster (1998)
- Il prezzo della libertà (Cradle Will Rock), regia di Tim Robbins (1999)
- L'escluso (Uninvited), regia di Carlo Gabriel Nero (1999)
- Ragazze interrotte (Girl, Interrupted), regia di James Mangold (1999)
- Mirka, regia di Rachid Benhadj (2000)
- La voce degli angeli (A Rumor of Angels), regia di Peter O'Fallon (2000)
- La storia di Erika e Klaus Mann (Die Erika und Klaus Mann Story), regia di Wieland Speck e Andrea Weiss (2000)
- The 3 Kings, regia di Shaun Mosley (2000)
- La promessa (The Pledge), regia di Sean Penn (2001)
- Delitto e castigo (Crime and Punishment), regia di Menahem Golan (2002)
- The Fever, regia di Carlo Gabriel Nero (2004)
- Short Order, regia di Anthony Byrne (2005)
- The Keeper: The Legend of Omar Khayyam, regia di Kayvan Mashayekh (2005)
- La contessa bianca (The White Countess), regia di James Ivory (2005)
- Il re dei ladri (The Thief Lord), regia di Richard Claus (2006)
- Venus, regia di Roger Michell (2006)
- Un amore senza tempo (Evening), regia di Lajos Koltai (2007)
- Espiazione (Atonement), regia di Joe Wright (2007)
- The Riddle, regia di Brendan Foley (2007)
- How About You..., regia di Anthony Byrne (2007)
- Restraint, regia di David Denneen (2008)
- Gud, lukt och henne, regia di Karin Westerlund (2008)
- Identity of the Soul, regia di Thomas Høegh (2009)
- Letters to Juliet, regia di Gary Winick (2010)
- Miral, regia di Julian Schnabel (2010)
- The Whistleblower, regia di Larysa Kondracki (2010)
- Coriolanus, regia di Ralph Fiennes (2011)
- Anonymous, regia di Roland Emmerich (2011)
- Una canzone per Marion (Song of Marion), regia di Paul Andrew Williams (2012)
- The Last Will and Testament of Rosalind Leigh, regia di Rodrigo Gudiño (2012)
- The Butler - Un maggiordomo alla Casa Bianca (The Butler), regia di Lee Daniels (2013)
- Foxcatcher - Una storia americana (Foxcatcher), regia di Bennett Miller (2014)
- Il segreto (The Secret Scripture), regia di Jim Sheridan (2016)
- Le stelle non si spengono a Liverpool (Film Stars Don't Die in Liverpool), regia di Paul McGuigan (2017)
- The Aspern Papers, regia di Julien Landais (2018)
- Mrs Lowry & Son, regia di Adrian Noble (2019)
- Georgetown, regia di Christoph Waltz (2019)
- Alida, regia di Mimmo Verdesca – documentario (2021)
- Quello che non so di te (Finding You), regia di Brian Baugh (2021)

### Televisione
- A Midsummer Night's Dream, regia di Peter Hall – film TV (1959)
- BBC Sunday-Night Play – serie TV, episodio 1x21 (1960)
- As You Like It, regia di Michael Elliott e Ronald Eyre – miniserie TV (1963)
- First Night – serie TV, episodio 1x19 (1964)
- Armchair Theatre – serie TV, episodio 5x08 (1964)
- Love Story – serie TV, episodio 3x20 (1965)
- A Farewell to Arms, regia di Rex Tucker – miniserie TV (1966)
- The Eamonn Andrews Show – programma TV, puntata 2x31 (1966)
- Il mondo di Katherine Mansfield (A Picture of Katherine Mansfield), regia di Alan Cooke – miniserie TV (1973)
- Fania (Playing for Time), regia di Daniel Mann e Joseph Sargent – film TV (1980)
- My Body, My Child, regia di Marvin J. Chomsky – film TV (1982)
- Wagner, regia di Tony Palmer – miniserie TV (1983)
- Nel regno delle fiabe (Shelley Duvall's Faerie Tale Theatre) – serie TV, episodio 3x05 (1984)
- American Playhouse – serie TV, episodi 4x18-4x20 (1985)
- Pietro il Grande (Peter the Great), regia di Marvin J. Chomsky e Lawrence Schiller – miniserie TV (1986)
- Una seconda opportunità (Second Serve), regia di Anthony Page – film TV (1986)
- Un uomo per tutte le stagioni (A Man for All Seasons), regia di Charlton Heston – film TV (1988)
- Seconda pelle (Orpheus Descending), regia di Peter Hall – film TV (1990)
- Che fine ha fatto Baby Jane? (What Ever Happened to Baby Jane?), regia di David Greene – film TV (1991)
- E Caterina... regnò (Young Catherine), regia di Michael Anderson – miniserie TV (1991)
- Le avventure del giovane Indiana Jones (The Young Indiana Jones Chronicles) – serie TV, episodio 1x02 (1992)
- Anime smarrite (They), regia di John Korty – film TV (1993)
- Great Moments in Aviation, regia di Beeban Kidron – film TV (1994)
- Replica di un incubo (Down Came a Blackbird), regia di Jonathan Sanger – film TV (1995)
- Il vento nei salici (The Wind in the Willows), regia di Dave Unwin – film TV (1995)
- Due madri per Zachary (Two Mothers for Zachary), regia di Peter Werner – film TV (1996)
- The Willows in Winter, regia di Dave Unwin – film TV (1996)
- La bella Mafia (Bella Mafia), regia di David Greene – film TV (1997)
- 1961, episodio di Women (If These Walls Could Talk 2), regia di Jane Anderson – film TV (2000)
- Jack e il fagiolo magico (Jack and the Beanstalk: The Real Story), regia di Brian Henson – miniserie TV (2001)
- Guerra imminente (The Gathering Storm), regia di Richard Loncraine – film TV (2002)
- Il medaglione (The Locket), regia di Karen Arthur – film TV (2002)
- Byron, regia di Julian Farino – miniserie TV (2003)
- Nip/Tuck – serie TV, 10 episodi (2004-2005, 2009)
- I cercatori di conchiglie (The Shell Seekers), regia di Piers Haggard – miniserie TV (2006)
- Richard & Judy – programma TV, 1 puntata (2006)
- Ein Job, regia di Christian Görlitz – film TV (2008)
- The Day of the Triffids, regia di Nick Copus – miniserie TV (2009)
- Political Animals – miniserie TV, puntata 03 (2012)
- Storie in scena (Playhouse Presents) – serie TV, episodio 2x03 (2013)
- The Thirteenth Tale, regia di James Kent – film TV (2013)
- Black Box – serie TV, 10 episodi (2014)
- The Go-Between, regia di Pete Travis – film TV (2015)
- Richard III, regia di Rupert Goold e Robin Lough – film TV (2016)
- Man in an Orange Shirt – miniserie TV, regia di Michael Samuels (2017)

### Doppiaggio
- Romeo.Juliet, regia di Armondo Linus Acosta (1990)
- Children's Story, Chechnia, regia di Andrey Nekrasov (2000)
- Cani dell'altro mondo (Good Boy!), regia di John Hoffman (2003)
- Animals United (Konferenz der Tiere), regia di Reinhard Klooss e Holger Tappe (2010)
- Cars 2, regia di John Lasseter e Brad Lewis (2011)
- L'amore e la vita - Call the Midwife (Call the Midwife) – serie TV, 86 episodi (2012-in corso)

### Regista
- Sea Sorrow - Il dolore del male (Sea Sorrow) (2017)

## Teatro
- Otello, di William Shakespeare, regia di Tony Richardson, con Ian Holm, Diana Rigg, Zoe Caldwell, Sam Wanamaker, Paul Robeson. Shakespeare Memorial Theatre di Stratford-upon-Avon (1959)
- Tutto è bene quel che finisce bene, di William Shakespeare, regia di Tyrone Guthrie, con Dame Edith Evans, Diana Rigg, Zoe Caldwell. Shakespeare Memorial Theatre di Stratford-upon-Avon (1959)
- Sogno di una notte di mezza estate, di William Shakespeare, regia di Peter Hall, con Ian Holm, Diana Rigg, Zoe Caldwell, Roy Dotrice, Albert Finney. Shakespeare Memorial Theatre di Stratford-upon-Avon (1959)
- Coriolano, di William Shakespeare, regia di Peter Hall, con Laurence Olivier, Dame Edith Evans, Ian Holm, Diana Rigg. Shakespeare Memorial Theatre di Stratford-upon-Avon (1959)
- Look on Tempests, di Joan Henry, regia di Lionel Harris. Theatre Royal di Bath (1959)
- The Hollow Crown, scritto e diretto da John Barton, con Peggy Ashcroft, Dorothy Tutin. Aldwych Theatre di Londra (1961)
- Come vi piace, di William Shakespeare, regia di Michael Elliott, con Ian Richardson, Ian Bannen. Royal Shakespeare Theatre di Stratford-upon-Avon (1961)
- La bisbetica domata, di William Shakespeare, regia di Maurice Daniels, con Diana Rigg, Roy Dotrice. Aldwych Theatre di Londra (1961)
- Come vi piace, di William Shakespeare, regia di Michael Elliott, con Ian Richardson, Ian Bannen. Aldwych Theatre di Londra (1962)
- La bisbetica domata, di William Shakespeare, regia di Maurice Daniels, con Diana Rigg, Roy Dotrice. Royal Shakespeare Theatre di Stratford-upon-Avon (1962)
- Cimbelino, di William Shakespeare, regia di William Gaskill. Royal Shakespeare Theatre di Stratford-upon-Avon (1962)
- The Prime of Miss Jean Brodie, di Jay Presson Allen, regia di Peter Wood. Wyndham's Theatre di Londra (1966)
- L'opera da tre soldi, libretto di Bertolt Brecht, musiche di Kurt Weill, regia di Tony Richardson, con Miriam Margolyes. Prince of Wales Theatre di Londra (1972)
- Antonio e Cleopatra, di William Shakespeare, regia di Tony Richardson. Bankside Globe Playhouse di Londra (1973)
- Macbeth, di William Shakespeare, regia di Peter Wood. Ahmanson Theatre di Los Angeles (1975)
- La donna del mare, di Henrik Ibsen, regia di Tony Richardson, con Pat Hingle. Circle in the Square Theatre di New York (1976)
- La donna del mare, di Henrik Ibsen, regia di Tony Richardson, con Pat Hingle. Roundhouse di Londra e Theatre Royal Exchange di Manchester (1978)
- Il carteggio Aspern, tratto dal racconto di Henry James, regia di Frith Banbury, con Christopher Reeve. Haymarket Theatre di Londra (1984)
- Il gabbiano, di Anton Čechov, regia di Charles Sturridge, con Jonathan Pryce, Natasha Richardson. Queen's Theatre di Londra (1984)
- Antonio e Cleopatra, di William Shakespeare, regia di Tony Richardson, con Timothy Dalton. Haymarket Theatre di Londra (1985)
- Chekhov's Women, di Anton Čechov, regia di David Laveaux, con Frances de la Tour. Lyric Theatre di Londra (1985)
- Spetti, di Henrik Ibsen, regia di David Thacker, con Tom Wilkinson. Young Vic di Londra (1986)
- A Touch of a Poet, di Eugene O'Neill, regia di David Thacker. Young Vic di Londra (1987)
- A Touch of a Poet, di Eugene O'Neill, regia di David Thacker. Comedy Theatre di Londra (1988)
- A Madhouse in Goa, di Martin Sherman, regia di Robert Allan Ackerman, con Rupert Graves. Apollo Theatre di Londra (1988)
- La discesa di Orfeo, di Tennessee Williams, regia di Peter Hall, con Miriam Margolyes, Julie Covington. Theatre Royal di Bath (1988)
- La discesa di Orfeo, di Tennessee Williams, regia di Peter Hall, con Tammy Grimes. Neil Simon Theatre di New York (1989)
- Tre sorelle, di Anton Čechov, regia di Robert Sturua, con Lynn Redgrave, Jemma Redgrave. Queen's Theatre di Londra (1990)
- When She Danced, di Martin Sherman, regia di Robert Allan Ackerman, con Michael Sheen, Frances de la Tour. Giulgud Theatre di Londra (1991)
- Heartbreak House, di George Bernard Shaw, regia di Trevor Nunn, con Paul Scofield. Haymarket Theatre di Londra (1991)
- Brecht in Exile, di Goran Stefanovski, regia di Lenka Udovicki. Bridge Lane Theatre di Londra (1993)
- Vita & Virginia, di Eileen Atkins, regia di Zoe Caldwell, con Eileen Atkins. Union Square Theatre di New York (1994)
- Antonio e Cleopatra, di William Shakespeare, regia di Vanessa Redgrave.Theatre Royal di Bath (1995)
- John Gabriel Borkman, di Henrik Ibsen, regia di Richard Eyre, con Paul Scofield, Eileen Atkins. National Theatre di Londra (1996)
- Antonio e Cleopatra, di William Shakespeare, regia di Vanessa Redgrave, con David Harewood. Public Theatre di New York (1997)
- Eleonora, Oratorio Drammatico, di Roberto De Simone, regia di Roberto De Simone, Teatro San Carlo di Napoli (1999)
- Not About Nightingales, di Tennessee Williams, regia di Trevor Nunn, con Corin Redgrave. Circle in the Square Theatre di New York (1999)
- La tempesta, di William Shakespeare, regia di Lenka Udovicki. Globe Theatre di Londra (2000)
- Il giardino dei ciliegi, di Anton Čechov, regia di Trevor Nunn, con Corin Redgrave, Roger Allam, Eve Best. National Theatre di Londra (2001)
- Il ventaglio di Lady Windermere, di Oscar Wilde, regia di Peter Hall. Haymarket Theatre di Londra (2002)
- Lungo viaggio verso la notte, di Eugene O'Neill, regia di Robert Falls, con Philip Seymour Hoffman, Robert Sean Leonard. Plymouth Theatre di New York (2003)
- The Year of Magical Thinking, di Joan Didion, regia di David Hare. Booth Theatre di New York (2007)
- Ecuba, di Euripide, regia di Laurence Boswell, con Rosalie Craig. Noel Coward Theatre di Londra (2007)
- A Little Night Music, libretto di Hugh Wheeler, musiche di Stephen Sondheim, regia di Scott Ellis, con Natasha Richardson. Studio 54 di New York (2009)
- A spasso con Daisy, di Alfred Uhry, regia di David Esbjornson, con James Earl Jones e Boyd Gaines. John Golden Theatre di New York (2010)
- A spasso con Daisy, di Alfred Uhry, regia di David Esbjornson, con James Earl Jones e Boyd Gaines. Wyndham's Theatre di Londra (2011)
- Molto rumore per nulla, di William Shakespeare, regia di Mark Rylance, con James Earl Jones. Old Vic di Londra (2013)
- The Revisionist, di Jesse Eisenberg, regia di Kip Fagan, con Jesse Eisenberg. Cherry Lane Theatre di New York (2013)
- Riccardo III, di William Shakespeare, regia di Rupert Goold, con Ralph Fiennes. Almeida Theatre di Londra (2016)
- The Inheritance, di Matt Lopez, regia di Stephen Daldry. Young Vic e Noel Coward Theatre di Londra (2018)
- Vienna 1934 - Munich 1938, scritto e diretto da Vanessa Redgrave. Rose Theatre Kingston di Londra, Theatre Royal di Bath (2019)
- My Fair Lady, libretto di Alan Jay Lerner, colonna sonora di Frederick Loewe, regia di Bartlett Sher. London Coliseum di Londra (2022)

## Riconoscimenti
- Premio Oscar
  - 1967 – Candidatura alla miglior attrice per Morgan matto da legare
  - 1969 – Candidatura alla miglior attrice per Isadora
  - 1972 – Candidatura alla miglior attrice per Maria Stuarda, regina di Scozia
  - 1978 – Miglior attrice non protagonista per Giulia
  - 1985 – Candidatura alla miglior attrice per I bostoniani
  - 1993 – Candidatura alla miglior attrice non protagonista per Casa Howard
- Golden Globe
  - 1967 – Candidatura alla miglior attrice in un film commedia o musicale per Morgan matto da legare
  - 1968 – Candidatura alla migliore attrice in un film commedia o musicale per Camelot
  - 1969 – Candidatura alla miglior attrice in un film drammatico per Isadora
  - 1972 – Candidatura alla migliore attrice in un film drammatico per Maria Stuarda, regina di Scozia
  - 1978 – Miglior attrice non protagonista per Giulia
  - 1985 – Candidatura alla miglior attrice in un film drammatico per I bostoniani
  - 1987 – Candidatura alla miglior attrice in una mini-serie o film per la televisione per Secondo Serve
  - 1988 – Candidatura alla miglior attrice non protagonista per Prick Up - L'importanza di essere Joe
  - 1989 – Candidatura alla miglior attrice in una mini-serie o film per la televisione per Un uomo per tutte le stagioni
  - 1996 – Candidatura alla miglior attrice in un film commedia o musicale per Un mese al lago
  - 1998 – Candidatura alla miglior attrice in una mini-serie o film per la televisione per Bella Mafia
  - 2001 – Miglior attrice non protagonista in una serie per Women
  - 2003 – Candidatura alla miglior attrice in una mini-serie o film per la televisione per Guerra imminente
- BAFTA
  - 1967 – Candidatura alla miglior attrice protagonista per Morgan matto da legare
  - 1988 – Candidatura alla miglior attrice non protagonista per Prick Up - L'importanza di essere Joe
  - 2010 – Premio Academy Fellowship
- British Academy Television Award
  - 2003 – Candidatura alla miglior attrice televisiva per Guerra imminente
- Festival del cinema di Venezia
  - 1994 – Coppa Volpi per la miglior attrice non protagonista per Little Odessa
  - 2018 – Leone d'oro alla carriera
- Festival di Cannes
  - 1966 – Prix d'interprétation féminine per Morgan matto da legare
  - 1969 – Prix d'interprétation féminineper Isadora
- Tony Award
  - 2003 – Miglior attrice protagonista in uno spettacolo per Lungo viaggio verso la notte
  - 2007 – Candidatura alla miglior attrice protagonista in uno spettacolo per The Year of Magical Thinking
  - 2011 – Candidatura alla miglior attrice protagonista in uno spettacolo per A spasso con Daisy
- Laurence Olivier Awards
  - 1984 – Miglior attrice per The Aspern Papers
  - 1988 – Candidatura alla miglior attrice per A Touch of the Poet
  - 1997 – Candidatura alla miglior attrice per John Gabriel Borkman
  - 2019 – Candidatura alla miglior attrice non protagonista per The Inheritance
- Kansas City Film Critics Circle Award
  - 1978 – Miglior attrice non protagonista per Giulia
- Los Angeles Film Critics Association Awards
  - 1977 – Miglior attrice non protagonista per Giulia
- New York Film Critics Circle Award
  - 1977 – Candidatura alla miglior attrice non protagonista per Giulia

## Doppiatrici italiane
Nelle versioni in italiano delle opere in cui ha recitato, Vanessa Redgrave è stata doppiata da:
- Rita Savagnone ne I seicento di Balaklava, Un tranquillo posto di campagna, Isadora, Il gabbiano, Il segreto di Agatha Christie, Yankees, Fania, Wagner, I bostoniani, Pietro il Grande, Anime smarrite, Due madri per Zachary, Mrs. Dalloway, Il prezzo della libertà, La voce degli angeli, Un amore senza tempo, Letters to Juliet, Anonymous, Il segreto
- Ada Maria Serra Zanetti in Giulia, L'isola della paura, Il mistero di Wetherby, Diceria dell'untore, E Caterina... regnò, Riccardo III - Un uomo, un re, Deep Impact, Miral, The Whistleblower, Coriolanus, Una canzone per Marion, Quello che non so di te
- Maria Pia Di Meo in Steaming - Al bagno turco, Un mese al lago, Mission: Impossible, Ragazze interrotte, Guerra imminente, Espiazione, Le stelle non si spengono a Liverpool, Georgetown
- Marzia Ubaldi ne I diavoli, Il mondo di Katherine Mansfield, Il senso di Smilla per la neve, Mirka, Nip/Tuck, Foxcatcher - Una storia americana
- Paila Pavese in Prick Up - L'importanza di essere Joe, Cioccolato bollente, La ballata del caffè triste, The Butler - Un maggiordomo alla Casa Bianca
- Germana Dominici ne La casa degli spiriti, La notte della verità
- Gianna Piaz in Che fine ha fatto Baby Jane?
- Vittoria Febbi in Assassinio sull'Orient Express
- Fiorella Betti in Morgan matto da legare
- Marisa Bartoli in Blow-Up
- Gabriella Genta in Camelot[11]
- Laura Rizzoli in Maria Stuarda, regina di Scozia
- Livia Giampalmo in Sherlock Holmes - Soluzione settepercento
- Franca De Stradis in Casa Howard
- Aurora Cancian ne Le avventure del giovane Indiana Jones
- Sonia Scotti in Storia di una capinera
- Angiolina Quinterno in Wilde
- Leda Negroni ne La promessa
- Noemi Gifuni in Jack e il fagiolo magico
- Paola Mannoni ne La contessa bianca
- Adele Pellegatta ne Il re dei ladri

Da doppiatrice è sostituita da:
- Stefania Patruno ne Il vento tra i salici, La banda del fiume (ridoppiaggio)
- Angiola Baggi ne Il vento nei salici
- Ludovica Modugno in Cani dell'altro mondo
- Sophia Loren in Cars 2 (solo Mamma Topolino, in quanto la Redgrave doppia anche in italiano la Regina d'Inghilterra)
- Rita Savagnone in L'amore e la vita - Call the Midwife (st. 1-5)
- Vittoria Febbi in L'amore e la vita - Call the Midwife (st. 6+)